# Kostal Cone
Kostal Cone är ett berg i Kanada.   Det ligger i provinsen British Columbia, i den centrala delen av landet, 3 300 km väster om huvudstaden Ottawa. Toppen på Kostal Cone är 1 440 meter över havet, eller 140 meter över den omgivande terrängen. Bredden vid basen är 1,3 km. Kostal Cone ligger vid sjön Kostal Lake. Det ingår i Cariboo Mountains.
Terrängen runt Kostal Cone är kuperad åt sydväst, men åt nordost är den bergig. Trakten runt Kostal Cone är nära nog obefolkad, med mindre än två invånare per kvadratkilometer.. Det finns inga samhällen i närheten.
I omgivningarna runt Kostal Cone växer i huvudsak barrskog.